# Acianthera venulosa
Acianthera venulosa är en orkidéart som beskrevs av Carlyle August Luer. Acianthera venulosa ingår i släktet Acianthera och familjen orkidéer.
Artens utbredningsområde är Bolivia. Inga underarter finns listade i Catalogue of Life.